# Atland
Se även Atlantica.
Atland är ett spanskt power metal/heavy metal-band från Zaragoza (Aragonien), som startades år 2005. Deras flesta låtar är på spanska men de har även skrivit låtar på engelska.

## Medlemmar
Nuvarande medlemmar
- Chusé Miguel Joven – sång (2005– )
- José Ignacio Cavero – sologitarr (2005– )
- Cristian Ferrándiz – rytmgitarr (2005– )
- Alberto Serrano – basgitarr (2005– )
- Judith Ramón – keyboard (2005– )
- José A. Benavente – trummor (2011– )

Tidigare medlemmar
- Chesús Monforte – trummor (2005–2011)

## Diskografi
Demo
- Atland (2006)

Studioalbum
- Wings of Tomorrow (2006)
- Opera Prima (2008)
- Marboré (2011)

Singlar
- "Dulces Sueños" (2012)